# La fenice e la tortora
La fenice e la tortora (The Phoenix and the Turtle) è un poema allegorico di William Shakespeare sulla morte dell'amore ideale, pubblicato nel 1601. È uno dei suoi lavori più oscuri e ha portato a molti conflitti interpretativi. Fu considerato il primo poema sulla metafisica. Quando fu pubblicato, in appendice ad un poema di Robert Chester intitolato Love's Martyr, non aveva un titolo. Nel dizionario 'A World of Words' di John Florio, il termine tortora è tradotto come 'Turtle-dove.'
La fenice e la tortora sono entrambi simboli allegorici dell'amore. Nel poema si narra della loro morte, e di come siano una cosa sola: «Two distincts, division none». Alcuni uccelli sono invitati, altri esclusi. La poesia si conclude con una preghiera per gli amanti morti.

## Contesto
Il poema fu pubblicato nel 1601 come supplemento a una lunga poesia di Robert Chester, Martire d'Amore. Chester fece precedere la poesia da una breve dedica indirizzata a La fenice e la tortora.
La poesia principale di Chester è una lunga allegoria in cui viene esplorato il rapporto tra gli uccelli, e il suo simbolismo. Essa incorpora la storia di Re Artù, e la storia della Gran Bretagna, elencando le etimologie gallesi delle città britanniche. Il poema culmina con l'immolazione congiunta della fenice e della tortora, che dà vita a un nuovo e più bell'uccello dalle ceneri. La fenice è considerata femmina mentre la tortora è maschio.

## Interpretazioni
Oltre a un'allegoria sul matrimonio ideale, la poesia può essere vista come una spiegazione della relazione tra verità e bellezza, o di amore appagante, nel contesto del neoplatonismo rinascimentale. Sembra anche che alla base di questa concezione di amore perfetto non ci siano solo fonti scolastiche riguardanti il concetto della Trinità, ma anche tre linee di tradizione cattolica medievale: l'unione mistica, l'amicizia spirituale, e il matrimonio spirituale. Shakespeare introduce una serie di altri uccelli, attingendo alla precedente letteratura sul parlamento degli uccelli per rappresentare la morte degli amanti come la dolorosa perdita di un ideale.
Sono stati fatti numerosi tentativi di associare i personaggi del poema a personaggi storici, ma i critici moderni tendono a sottolineare la natura ormai irrisolvibile delle ambiguità del testo.

### John e Ursula Salusbury
Poiché Chester dedicò la poesia principale della raccolta a Sir John Salusbury e sua moglie Ursula Stanley, si è pensato che le poesie della raccolta, compresa quella di Shakespeare, fossero dedicate ai coniugi. Salusbury era un cortigiano di Elisabetta I, membro della potente famiglia Salusbury del Galles. La moglie Ursula era figlia illegittima di Henry Stanley, conte di Derby. L'obiezione a questa teoria è che la coppia aveva avuto dieci figli, mentre nella poesia si celebra il matrimonio casto, e l'unico figlio nasce dalla morte corporale degli amanti. L'identificazione di Salusbury come il soggetto del poema fu sostenuta principalmente da Carleton Brown nel 1913. L'autore affermò che la poesia fosse stata scritta dopo la nascita del primo figlio della coppia, e pubblicata in seguito. Un'altra lettura suggerisce che la poesia celebri l'amore casto e la devozione di Salusbury per sua sorella, per la quale aveva già scritto una poesia.

### La regina Elisabetta I

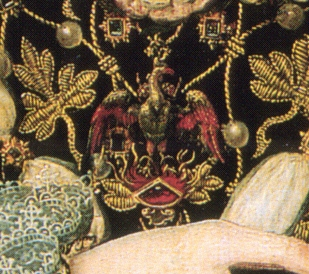
Il gioiello a forma di Fenice di Elisabetta I

Un'interpretazione alternativa è quella che simboleggia nella fenice la regina Elisabetta I, il che spiegherebbe la castità del rapporto fra gli amanti e l'implicazione che il loro "figlio" sia qualcosa di mistico, non fisico. Elisabetta è stata spesso collegata alla fenice: ci si riferisce a lei come fanciulla della fenice anche nell'Enrico VIII (anche se quel passaggio è attribuito a Jhon Fletcher). Due ritratti della regina attribuiti a Nicholas Hilliard sono conosciuti come Ritratto col pellicano e Ritratto con la fenice, a causa di gioielli della regina. Entrambi gli uccelli appaiono nella poesia principale di Chester. Si obietta però che l'intimità tra i due amanti è troppo intensa per poter essere confrontata con quella di Salusbury e la regina. Secondo Katherine Duncan-Jones e Henry Woudhuysen la poesia potrebbe essere riferita al discorso al parlamento che la regina fece nel 1601, da molti considerato il suo discorso di addio. Elisabetta potrebbe quindi rappresentare entrambi gli uccelli, con il suo aspetto da monarca (fenice) e da essere umano (tortora). Salusbury rappresenterebbe invece il popolo.
Alcuni studiosi interpretano il figlio della fenice come un riferimento all'erede di Elizabeth, Giacomo VI di Scozia. Ma è una tesi molto problematica poiché nel 1601 Elisabetta era ancora in vita.
La teoria che le due poesie di Chester e Shakespeare facciano riferimento al rapporto tra Elisabetta e Robert Devereux, Conte di Essex fu proposta da Grosart nel 1878, poi ripresa da William Matchett nel 1965. Molti autori che rifiutano l'identificazione degli amanti con Robert ed Elisabetta, tuttavia, sostengono che gli eventi di ribellione e l'esecuzione di Essex nei primi mesi del 1601 possono ritrovarsi dietro alcuni passaggi più oscuri dei poemi della collezione.

### Martiri cattolici
Un'altra tesi è che la poesia sia un elogio criptico al cattolicesimo ed è collegata alle tesi secondo cui Shakespeare in segreto fosse cattolico. Molti critici hanno notato che la poesia sembra riferirsi alla liturgia cattolica e agli scritti del poeta gesuita Robert Southwell, che tradusse l'inno latino Lauda Sion e in una poesia lodò la castità coniugale di Maria e Giuseppe. I fautori dell'interpretazione cattolica hanno suggerito varie identità per identificare gli uccelli del poema, ma la lettura che ha guadagnato più credito è che la fenice ricorda Anne Line, una cattolica giustiziata a Tyburn nel 1601 e successivamente canonizzata dalla Chiesa cattolica come martire.